# Ретинский, Алексей Геннадьевич
Алексей Геннадьевич Ретинский  (род. 14 ноября 1986, Симферополь, Крымская область, УССР) — российский композитор и художник. Автор симфонической, камерной, хоровой и электроакустической музыки, а также музыки для театра и кино.

## Биография
Родился в Симферополе в семье музыкантов. Первые музыкальные опыты связаны с игрой на духовых инструментах. После окончания средней школы с 2000 по 2005 год учился в Симферопольском музыкальном училище им. П. И. Чайковского как трубач, а окончил училище как гобоист и саксофонист. Параллельно начал самостоятельно заниматься композицией. Выпускник Национальной Музыкальной Академии Украины им. П.Чайковского по специальности композиция, Высшей школы искусств Цюриха по классу композиции  и электроакустической композиции.
С 2014 года живет и работает в Вене. В 2016 под управлением Беата Фуррера окончил последипломное образование по классу композиции в университете искусств города Грац. В творчестве Алексея Ретинского представлены симфонические, камерно-инструментальные и электро-акустические произведения. Музыка А. Ретинского исполнялась в Берлинской филармонии, Венском концертхаусе, Мариинском театре, Дрезденской галерее, Зале Зарядье, а также на фестивалях  CIME/ICEM (США), MDR Muisiksommer Eisenach, Гаудеамус.
В 2018 году композитор номинирован на премию “Золотая Маска” за музыку к танцевальному перформансу "Камилла". В 2019 году работал с режиссером Максимом Диденко над спектаклем “Норма”, который открыл первый сезон Театра на Малой Бронной под художественным руководством Константина Богомолова.
В 2020 году по приглашению Теодора Курентзиса стал первым резидентом культурного центра musicAeterna в Санкт-Петербурге.
В 2021 году Алексей Ретинским стал лауреатом премии Собака.ru «ТОП 50. Самые знаменитые люди Петербурга» в номинации «Музыка».
в 2022 году удостоен приза им. М. Таривердиева как автор оригинальной музыки к фильму на фестивале «Кинотавр» и премии «Белый слон» за лучшую музыку к фильму в 2022 году.
В юности, не имея средств к существованию, в том числе из-за того, что композитор отказывался от предложений, которые не соответствовали его эстетическим воззрениям, продолжительное время развозил пиццу на велосипеде.  

 Что кривить душой, были периоды голода, безденежья, отсутствия каких-либо перспектив и тоска от этого.<...> внезапно из композитора, которого не знал никто, я стал композитором, которого все стали, вдруг, играть. — Алексей Ретинский
Художник-автодидакт. Автор картин, написанных в разных техниках.

## Творчество
Дирижер Теодор Курентзис был первым, кто начал активно популяризировать музыку молодого композитора:

 «Ретинский, на мой взгляд, сочиняет музыку так, как если бы ее никто и никогда не должен был услышать». — Теодор Курентзис

 «…Алексей Ретинский – молодой, абсолютно потрясающий композитор… Это совершенно другая категория музыки…» — Теодор Курентзис в беседе с Александром Сокуровым
Произведения Алексея Ретинского исполняют: Теодор Курентзис, musicAeterna, Владимир Юровский, Государственный академический симфонический оркестр России, Оркестр Юго-Западного радио Германии, Киевский камерный оркестр, Струнный квартет Collegium, квартет Keuris и другие. Алексей Ретинский создал аудиоинсталяции для музеев, галереей и городских пространствами в Великобритании, Австрии, Швейцарии и Саудовской Аравии:

## Список сочинений

### Работы в кино
- 2022 — «Идентификация», реж. Владлена Санду
- 2021 — «Слепок», фильм Дианы Вишневой и Aksenov Family Faoundation[13]
- 2021  — «Медея», режиссёр — Александр Зельдович[14] (в 2021 году удостоена приза им. М. Таривердиева автору оригинальной музыки к фильму на фестивале «Кинотавр» и премии «Белый слон» за лучшую музыку к фильму в 2022 году)[5][6]

### Инсталляции
- 2022 — Аудиоинсталяция для выставки ДК СССР, Манеж, Москва
- 2021 — Аудиоинсталяция для Символической синагоги швейцарского архитектора Мануэля Герца в музейном комплексе Бабий Яр, Киев
- 2017 — Музыка для инсталляции INVERSE в Дрезденской Галерее. Концепция создана Флорианом Домбуа (по заказу управления города Дрезден)
- 2015 — Звуко-световая инсталляция для площадки Reininghaus и музея Joanneum в Граце. Совместно с дизайнером по свету Зигрун Аппельт
- 2013 — Саунддизайн для Имперского военного музея в Лондоне к открытию новой мультимедийной выставки "Галерея Первой мировой войны"
- 2013 — Аудиоинсталяция для  выставки с трехмерной батальной сценой "Битва при Мариньяно" в Ландесмузее Цюриха.
- 2013 — Галерея 4 - Центр мировой культуры им. короля Абдулазиза в Дахране: саунддизайн для постоянной экспозиции, посвященной истории природы и культуры Саудовской Аравии
- 2013 — Аудиоинсталяция для Международной биеннале сценографии "The Art of Holistic Design"  в Штутгарте[15]

### Оркестровые сочинения
- 2023 — «У воды нет волос» для большого симфонического оркестра, прелюдия к опере "Тристан и Изольда" Рихарда Вагнера (по заказу SWR)
- 2023 —«Ты - ликами цветов» Мистерия для хора и оркестра (по заказу зала Зарядье)
- 2021 — «Анафора» для симфонического оркестра
- 2020 — "Krauseminze" для голоса и симфонического оркестра
- 2020 —"С DUR" для струнного оркестра
- 2009 — «Ultima Thule» для 23 струнных, цимбал и колоколов (2009)
- 2010 — Симфония «De profundis» (лат.: Из глубины воззвах) для большого симфонического оркестра

### Камерная и ансамблевая музыка
- 2020 — Rex Tremeande для голоса, фортепиано, виолончели, электрогитары и ударных
- 2018 — «Duda» для квартета саксофонов
- 2017 — «Stanzen» для клавесина и аккордеона
- 2016 — «У воды нет волос» для цитры, кантеле и гучжэн
- 2015 — «Долго (и в той долготе — беспрерывно-внезапно)» для флейты, кларнета (in B), скрипки, виолончели, виброфона и фортепиано
- 2014 —«Из жизни птиц» для двух скрипок
- 2014 — «Из жизни птиц» для двух скрипок
- 2013 — «...и тропа расширялась» для фортепиано
- 2011 — Струнный квартет «C-Dur» для двух скрипок, альта и виолончели
- 2011 — «Сны птицы» для скрипки и фортепиано
- 2010 — «Оттенки белого» для двух виолончелей и фортепиано
- 2008 — «Subito» для флейты и фортепиано
- 2008 — «Lament» для скрипки и фортепиано
- 2007 — «Трио» для скрипки, виолончели и фортепиано в пяти частях
- 2006 — «На исход…» для дудука, скрипки и фортепиано

### Вокальная музыка
- 2017 — «Марианские антифоны» (в пяти частях) для смешанного хора и ударных
- 2014 — «Великое славословие» для смешанного хора

### Электроакустическая музыка
- 2015 — «Мадригал "чтобы здесь"» — запись для восьми каналов
- 2015 — «Райнингхаус» —  электроакустическая восьмиканальная инсталяция для светового проекта в Граце[16]
- 2014 — «Африка» —  запись для восьми каналов
- 2013 — «Hamlet-installation»
- 2013 — «Мир без меня» — аудиовизуальная инсталляция
- 2013 — «Спящая музыка»
- 2012 — «Punctum Nulla» —  запись для восьми каналов (лат.: Точка невозврата)
- 2009 — «Песнь у стены вавилонской» —  электроакустический коллаж

### Музыка для театра и перформенса
- 2019 — Спектакль «Норма», режиссёр — Максим Диденко
- 2018 — Перформанс «Камилла», хореограф — Анна Гарафеева[17]
- 2017 — Спектакль «Ифигения. Апофеоз», режиссёр — Дмитрий Костюминский
- 2015 — Спектакль «Ифигения в Тавриде. Невеста для террориста», режиссёр — Дмитрий Костюминский
- 2013 — Спектакль «Hamlet_Babylon», режиссёр — Дмитрий Костюминский